# Zeenaaldachtigen
De zeenaaldachtigen (Syngnathiformes) vormen een orde van straalvinnige vissen.
Vissen uit deze orde hebben langgerekte, smalle lijven en een kleine kokervormige bek.
Enkele groepen leven tussen het zeewier en zwemmen met hun lijf verticaal om op te gaan met de begroeiing.
De naam "Syngnathiformes" komt van het Oudgriekse σύν, sun, dat "met" betekent, γνάθος, gnathos, dat staat voor "kaak" en het Latijnse forma, dat "vorm" betekent.

## Taxonomie
In Nelson en Helfman et al. wordt deze orde als onderorde Syngnathoidei binnen de orde Gasterosteiformes geplaatst.
Ook een aantal families binnen deze orde worden binnen Gasterosteiformes geclassificeerd.
In FishBase worden deze ordes gezien als een zusterorde.
Volgens FishBase vallen vijf families binnen deze orde:

- Aulostomidae
- Centriscidae
- Fistulariidae
- Solenostomidae
- Syngnathidae

Volgens ITIS (dat Nelson volgt) vallen de volgende acht families binnen de onderorde Syngnathoidei:

- Aulostomidae
- Centriscidae
- Fistulariidae
- Indostomidae
- Macroramphosidae
- Solenostomidae
- Syngnathidae